# Hubbell (Unternehmen)
Hubbell ist ein amerikanischer Stecker- und Lampensockelhersteller.

## Geschichte

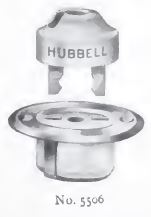
Hubbell-Stecker (1904)

Hubbell wurde 1905 von Harvey Hubbell II in Bridgeport in Neuengland gegründet, nachdem er sich 1904 den ersten Stromstecker der USA patentieren ließ. Hubbell hatte zuvor bereits einen Packpapierabroller erfunden.
Ab 1901 vertrieb Hubbell Elektrozubehör per Katalog. Im Jahr 1917 erhielt der Katalog bereits 1000 Produkte. Nach dem Tod des Firmengründers übernahm 1927 Harvey Hubbell III die Unternehmensleitung.
Harvey Hubbell III starb 1968, wonach George Weppler als erster familienfremder CEO tätig wurde. 1975 wurde Weppler durch Robert Dixon ersetzt. Auf ihn folgten Fred Dusto (1983–1987) und George Ratcliffe (1987–2001).
Seit 1975 wurden zahlreiche Übernahmen getätigt. 2009 wurde Burndy von Framatome Connector International übernommen.

## Marken (Auswahl)
Hubbell Electrical Systems
- Gleason Reel

Hubbell Power Systems
- A.B. Chance
- Anderson
- Burndy
- Ohio Brass

Hubbell Lighting (HLI)